# رمادي القبعة
رمادي القبعة (بالإنجليزية: Grey hat)‏ هو مصطلح يُطلق في مجتمع أمن الحاسوب على الهاكر الذي يقوم بأعمال قانونية أحياناً، أو بمساعدة أمنية كما يملي عليه ضميره أحياناً، وباختراق مؤذ في أحيان أخرى. إنه باختصار عبارة عن مزيج من القرصان ذي القبعة البيضاء والقرصان أسود القبعة، لذا اختير له اللون الرمادي كلون وسط بين الأبيض والأسود. في العادة، لا يقوم هذا النوع من القراصنة بالاختراق لأغراض خبيثة أو لمصلحة شخصية، بل لزيادة خبرته في الاختراق واكتشاف الثغرات الأمنية.